# Menthe – la bienheureuse
Menthe – la bienheureuse, auch Mynte – Den lyksalige (deutsch Menthe (Minze) – Die Glücksselige oder auch die Gesegnete), ist ein dänischer Kurzfilm des dänischen Regisseurs Lars von Trier aus dem Jahr 1979. Der Film basiert auf dem sadomasochistischen Roman Geschichte der O von Dominique Aury und schildert die Geschichte einer freiwilligen weiblichen Unterwerfung. Die in Schwarzweiß hergestellte Produktion ist das zweite Werk des Künstlers.
Auf der englischsprachigen Seite The Reprobate wurde der Film beschrieben als: „An early experimental fetish short from the controversial director.“ („Ein früher experimenteller Fetisch-Kurzfilm des umstrittenen Regisseurs.“)

## Inhalt
Der Film handelt von zwei Frauen. Im Rückblick erinnert die dominierende Frau ihr Gegenüber, Menthe, daran, wie damals alles zwischen ihnen begonnen habe. Sie sei gekommen, um sie zu holen. Sie könne sehr überzeugend sein. Vielleicht werde die andere verstehen, was geschehen sei, wenn sie noch einmal zurückblicke. Sie will wissen, ob die ihr Unterlegene sich noch erinnere, dass man damals zusammen habe reisen wollen. Sie spricht Gemeinsamkeiten aus beider Vergangenheit an. So auch die beiden eingebrannten Buchstaben auf dem Körper der Jüngeren und ein Schloss an deren Vagina. Zudem solle sie sich erinnern, was sie alles zusammen erlebt hätten, Segeln, der Strohhut der weder auf ihren noch auf Menthes Kopf gepasst habe. Sie spricht auch das unscheinbare Waschbecken in ihrem gemeinsamen Hotelzimmer an, und Kartenspiele, die man nicht habe beenden können, weil sie beide zu müde gewesen seien.
Auch Fessel- und Knebelspiele sowie die Auspeitschungen Menthes durch sie, spricht sie an. Als man das Hotel dann verlassen habe, habe Menthe ihr einen besonderen Schal geschenkt. Nun beginnt Menthe mit ihren Erinnerungen: Sie habe eine Halskette gehabt, so eine, wie die Ältere auch gern gehabt hätte. Den Herbst habe man in Roissy verbracht. Sie will wissen, ob ihre Gefährtin sich an die herabfallenden Äpfel erinnere oder daran, wie sie mit nackten Brüsten eine zu schneidernde Bluse oder Jacke anprobiert habe. Dann erinnert sie sich an ein schmales Tor, das eigentlich sie selbst gewesen sei, und dessen Tür fast geschlossen war. Sie habe etwas mit den Männern gemeinsam gehabt, sie habe einen Stab in ihren Anus einführen müssen gleich einem erigierten Penis. Ein Ledergürtel habe ihre Taille umschlungen, der an drei kleinen Ketten aufgehängt gewesen sei. Und immer wieder stellt Menthe die Frage, on die andere sich daran erinnere.
Nun ist die Ältere wieder am Erzählen und meint, man solle sich auf das konzentrieren, was sie zu sagen habe. Menthe sei sehr süß, könne aber keine Freundlichkeit oder Vergebung erwarten, wenn sie ausgepeitscht werde, wobei sie geschrien und geweint habe, aber um Gnade und Vergebung hätte betteln sollen. Beim ersten Peitschenhieb habe sie versucht, die Hände ihrer Peinigerin zu küssen. Sie lasse sich von Leuten rasieren und es habe auch Tage gegeben, an denen sie eine schöne Jacke getragen habe. Ihr Make-up an den Brustwarzen und Schamlippen hingegen sei nicht dunkel genug; Peitschennarben, die lange und schöne Linien hinterlassen hätten, würden sich lange Zeit nicht schließen. Es habe auch andere Tage gegeben und sie solle sich an ihre durch schwüles Wetter verursachten Kopfschmerzen erinnern, und dass sie es gewesen sei, die ihr etwas dagegen gegeben habe. Ihre Augen hätten sie gebeten, nicht in schlimme Erinnerungen einzutauchen, sie habe viele Ängste gehabt. Und Menthe habe außer ihr niemanden gehabt. Dann meint sie, sie werde ihr etwas geben und holt das Schloss hervor, das an Menthes Vagina zu sehen war. Als Menthe davonläuft, folgt sie ihr und meint, sie habe nur Spaß gemacht. Als sie in Menthes Augen Tränen bemerkt, küsst sie sie behutsam. Anschließend schildert sie Menthe in poetischen Worten, was sie alles tun würden, wenn sie erst im Süden seien.
Noch einmal hört sie von Menthe, die ihr in einem Brief erklärt, dass sie nicht Menthe sei und auch nicht diejenige, für die die Ältere sie gehalten habe. Auch sei sie nicht die Person, auf die die Ältere gewartet habe. Es passiere Schlimmes auf der Welt, besonders schlimm aber seien Menschen, die ihre Lieben vergessen würden. Gnade gebe es, ob auch sie verschont werde, wisse sie nicht.

## Hintergrund, Veröffentlichung
Der Film entstand im Rahmen der Mitgliedschaft von Triers in der Film Group 16, einer kleinen 1964 in der Kleinstadt Hvidovre, in der Nähe von Kopenhagen gegründeten Filmemachergruppe, die ein nichtkommerzielles Kinokonzept verfolgte und im 16-mm-Format produzierte.
Die literarische Vorlage für das Drehbuch wurde im Februar 1955 mit dem französischen Literaturpreis Prix des Deux Magots ausgezeichnet.
Aury schrieb den Roman unter dem Pseudonym Pauline Réage und bestätigte ihre jahrzehntelang nur gerüchteweise bekannte Autorenschaft erst 1994 öffentlich in einem Interview mit dem amerikanischen Magazin The New Yorker.
Erstmals wurde der Film am 13. September 2001 auf dem Athens Film Festival erstmals veröffentlicht, dort unter dem griechischen Titel Menthe – I galinia. Der englische Titel lautet: Menthe: The Benefactor.

## Kritik
Auf der englischen Seite The Reprobate hieß es, der während Lars von Triers Experimental- und Studentenfilmzeit entstandene Film, sei eine Freiformadaption der Geschichte ‚The Story of O‘ aus dem Jahr 1979. Visuell habe sich der Film von den früheren Meistern des Avantgarde- und Surrealkinos inspirieren lassen. So seien Einflüsse von Cocteau, Buñuel, Genet und Man Ray in die Arbeit nicht zu übersehen. Daher falle es schwer, hier Pauline Reage/Dominique Aury auszumachen, eher vermittle der Film das Gefühl eines Erotikklassikers, auch wenn er offensichtlich Punkte aufgreife, die Themen wie Dominanz und Unterwerfung – hier zwischen zwei Frauen – behandelten. Rückblickend betrachtet, wirke der Film auch wie ein Probelauf für die späteren Obsessionen des Regisseurs – er sei düster, sinnlich, bedächtig und stilvoll. Wie viele frühe experimentelle Arbeiten eines renommierten Filmemachers sei er von denen, die gerne glaubten, dass Regisseure mit ihrem Debütspielfilm bereits am Ziel angekommen seien, eher übersehen worden. Für Fans des Underground-Filmemachers sei er jedoch einen Blick wert.